# Кущовик східний
Кущовик східний (Sericornis magnirostra) — вид горобцеподібних птахів родини шиподзьобових (Acanthizidae). Ендемік Австралії.

## Опис
Довжина птаха становить 11,5-13 см, вага 10 г. Голова жовтувато-коричнева, верхня частина тіла світло-сіро-коричнева з оливковим відтінком, горло блідо-охристе, живіт сіруватий, гузка і хвіст рудувато-коричневі. Очі червонувато-карі, дзьоб довгий, чорний, направлений вгору. Виду не притаманний статевий диморфізм.

## Поширення і екологія
Східний кущовик є ендеміком Австралії. Мешкає здебільшого на східному узбережжі, від Куктауна в штаті Квінсленд на півночі до Кінглейка і гір Данденонг в штаті Вікторія на півдні. Східний кущовик живе в тропічних лісах і вологих склерофітових лісах. Це осілий птах на всьому ареалі. Частіше зустрічається на півночі.

## Підвиди
Виділяють три підвиди:
- S. m. viridior Mathews, 1912 (північний схід Квінсленду);
- S. m. magnirostra (Gould, 1838) (від Квінсленду до Вікторії);
- S. m. howei Mathews, 1912 (південь Вікторії).

## Раціон
Східний кущовик — комахоїдний птах. Шукає здобич у верхньому і середньому ярусі лісу, серед гілок. Часто утворює зграйки.

## Розмноження
Сезон розмноження триває з липня по січень. Гніздо куполоподібної форми, розмущується на дереві, серед ліан або пальмового листя. Також східний кущовик може займати покинуті гнізда інших птахів, зокрема жовтогорлих кущовиків. В кладці 3-4 яйця розміром 19×15 мм, білого або блідо-пурпурно-коричневого з коричневими плямками. Пташенята залишаються в гнізді 13 днів. Цей вид є жертвою гніздового паразитизму з боку віялохвостих і рудочеревих кукавок.